# Medway (flod i England)
River Medway är ett vattendrag i Storbritannien. Det flyter i huvudsak genom grevskapet Kent i riksdelen England, i den sydöstra delen av landet, 50 km öster om huvudstaden London. Avvattningsområdet är 2,409 km2, ett av de största i södra England.
Floden passerar genom områdets större städer, med både residensstaden Maidstone och det sammanväxta stadsområdet i kommunen Medway. Floden når havet vid Themsens mynning, nära Sheerness och 113 kilometer från dess källa.
Fram till 1746 var floden farbar upp till Maidstone, och ett flertal byar hade egna bryggor eller hamnar för godstransporter. Från 1746 gjordes förbättringar i den farbara kanalen så att båtar kunde nå East Farleigh, Yalding och Tonbridge. Kanalen förbättrades ytterligare 1828, upp till Leigh. Totalt räknar systemet 11 slussar, varav en idag är tagen ur bruk. Slussarna klarar fartyg upp till 24 meters längd och 5,5 meters bredd, med ett djupgående om 1,2 meter. Historiskt har floden också använts för att utvinna vattenkraft vid kvarnar, pappersbruk, valkning och elektriska kraftverk.